# UN-Konvention über die Staatsangehörigkeit verheirateter Frauen

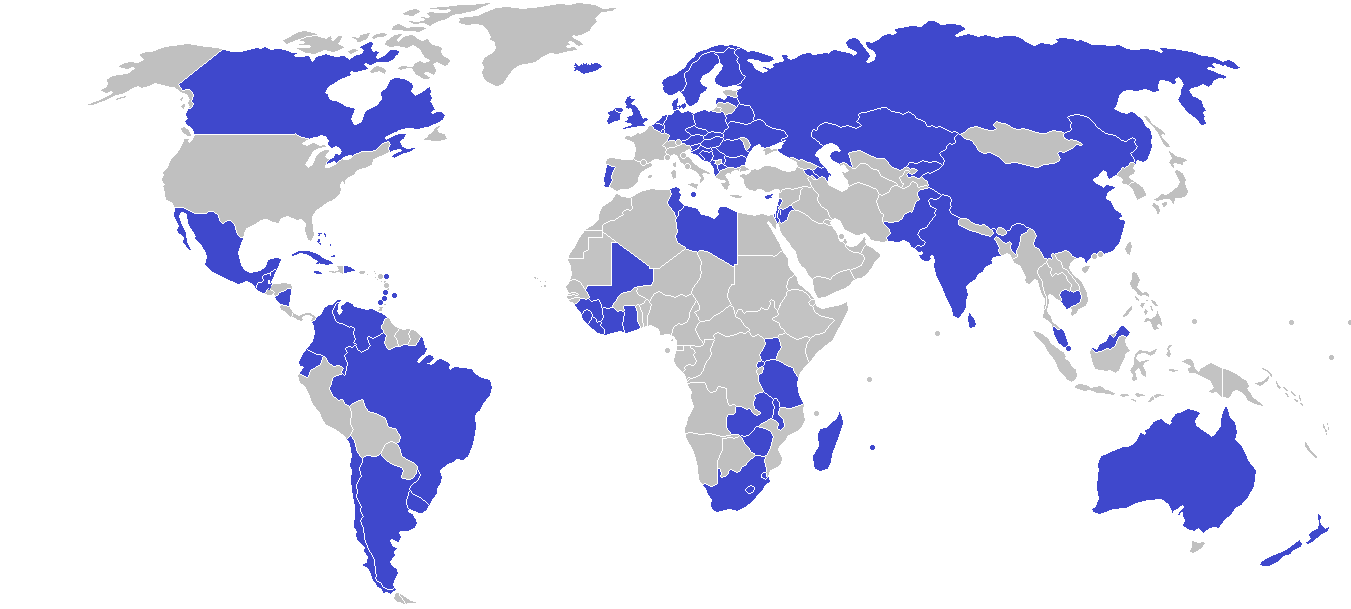
Länder, die das Übereinkommen über die Staatsangehörigkeit verheirateter Frauen unterzeichnet haben

Die UN-Konvention über die Staatsangehörigkeit verheirateter Frauen vom 20. Februar 1957 ist ein internationales Übereinkommen der Vereinten Nationen zum Staatsangehörigkeitsrecht verheirateter Frauen.

## Hintergrund
Bis zum Ende des 19. Jahrhunderts erwarb die Frau in den meisten Staaten die Staatsangehörigkeit des Mannes und folgte dann dieser Staatsangehörigkeit im Falle von Umbürgerungen des Mannes. Dem lagen die Prinzipien der Familieneinheit, die Rechtsstellung des Mannes als Familienoberhaupt sowie die Absicht, möglichst einfache und konfliktlose Staatsangehörigkeitsverhältnisse zu schaffen, zu Grunde. In der Zwischenkriegszeit des 20. Jahrhunderts brachten die Gedanken der individuellen Entscheidungsfreiheit und der Gleichberechtigung beider Geschlechter in der Staatsangehörigkeit mit der Haager Kodifikationskonferenz des Völkerbundes von 1930 und der panamerikanischen Konvention von Montevideo von 1933 erste völkerrechtliche Verbesserungen für die Rechtsstellung der Frau. Nach dem Zweiten Weltkrieg war der Gleichberechtigungsgedanke in den Menschenrechtskodifikationen der Vereinten Nationen, die das Verbot der Diskriminierung der Frau enthalten, aufgenommen worden.

## Inhalt
- Nach Art. 1 soll weder die Eheschließung, die Ehescheidung oder der Staatsangehörigkeitswechsel des Mannes die Staatsangehörigkeit der Frau ändern.
- Nach Art. 2 soll weder ein freiwilliger Erwerb noch Verzicht auf eine Staatsbürgerschaft durch den Mann die Staatsbürgerschaft der Frau ändern.
- Nach Art. 3 soll der ausländischen Ehefrau auf Antrag die Einbürgerung gewährt werden und somit dem Gedanken der Familieneinheit Rechnung getragen werden.[5]